# Peristomialis berkeleyi
Peristomialis berkeleyi är en svampart som beskrevs av Boud. 1907. Peristomialis berkeleyi ingår i släktet Peristomialis och familjen Bionectriaceae.   Inga underarter finns listade i Catalogue of Life.